# Koçkar Ata
Koçkar Ata, (Khodzha-Kochkari, Koçqər-i Hodscha oder Koçkır-i Baba) war ein Derwisch des Hodscha Ahmed Yesevi. Er lebte im 12. Jahrhundert in Turkestan (Chorasan) und war ein bedeutender Vertreter des Sufismus.

## Leben
Über sein Leben ist sehr wenig bekannt. Er soll vom Stamm der Teke-Turkmenen gewesen sein und oghusischen Stämmen die mystische Lehre der Erleuchtung gelehrt haben. Einer Legende zufolge soll er eine Vorliebe für Widder-Kämpfe gehabt haben. Seinen Namen, der „Vater Widder“ bedeutet, verdankt er demnach seinem unschlagbaren Widder. Kurz nach dem Tode Koçkar Atas soll auch sein Widder vor Trauer gestorben und mit ihm beerdigt worden sein. Tatsächlich ist auf dem Grabmal des Koçkar Ata eine Widder-Büste vorhanden, worauf mit arabischem Alphabet die Inschrift „ya Allah, ya Muhammed, ya Ali“ (Anrufungsformel „O Gott, O Mohammed, O Ali“) steht.
Auch Stammesnamen wie „Koçgiri“ oder „Köşkerler“ wurden später nach ihm benannt und stammen von ihm ab.
Einige nach Koçkar Ata benannte Bezirke:
- Kirgisien: 1. Kochkor-Ata, 2. Kochkor, 3. Ak-Kochkor, 4. Kochkar
- Tadschikistan: Khodzha-Kochkari
- Russland: Kochkari (nahe der tatarischen Stadt Kazan)
- Türkei: Koçgiri Gebiet (in Sivas), Koçkiran (in Igdir)